# Sittengeschichte
Die Sittengeschichte befasst sich mit der historischen Entwicklung der Sitten und Gebräuche innerhalb einer Kultur. Ein besonderer Schwerpunkt liegt dabei auf der Sexualität und der Erotik. Das Feld der Sittengeschichte überschneidet sich teilweise mit der Kulturgeschichte und der Alltagsgeschichte.